# Tadeusz Jastrzębski

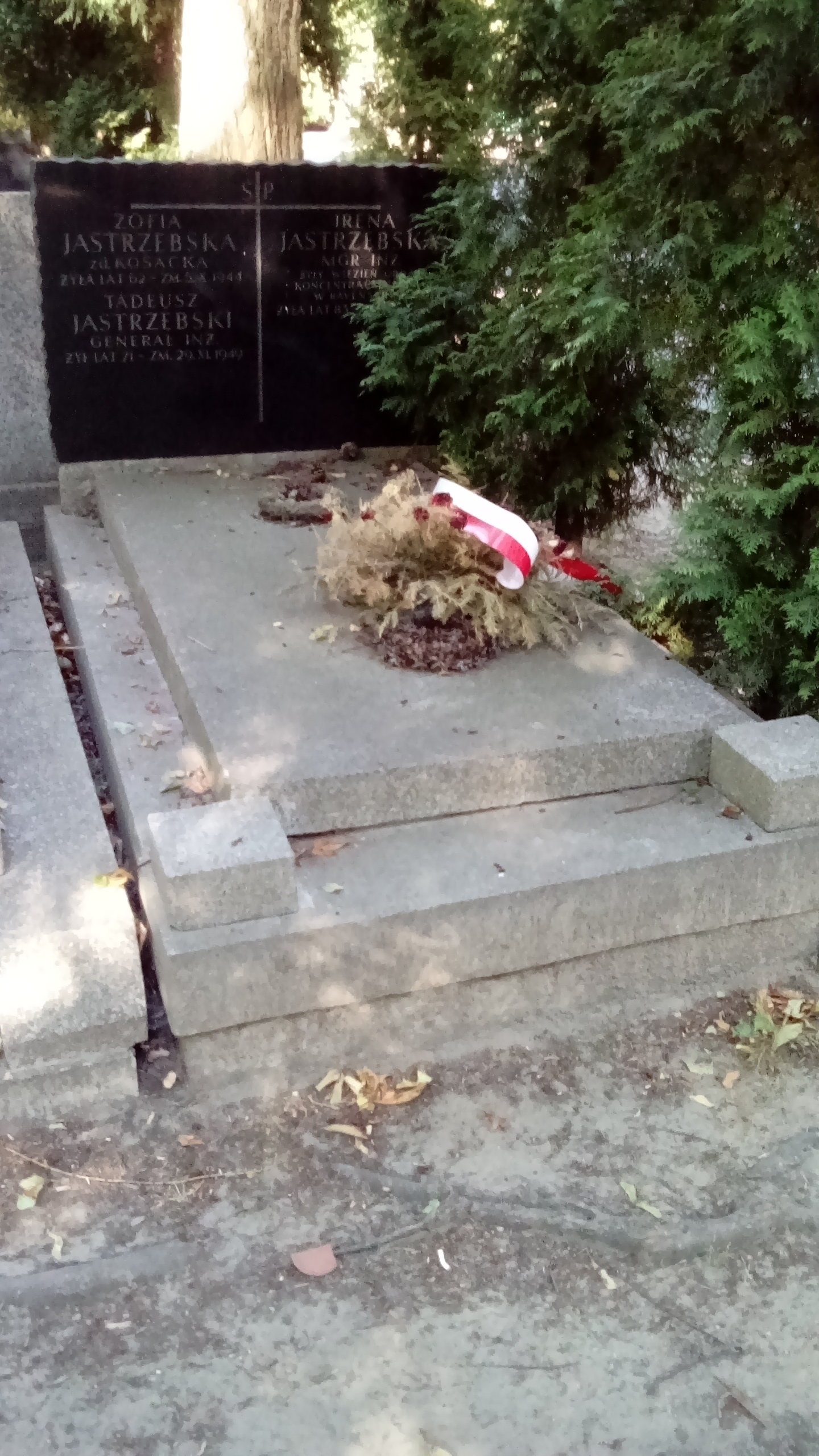
Grób gen. Tadeusza Jastrzębskiego na Cmentarzu Wojskowym na Powązkach

Tadeusz Stanisław Florian Jastrzębski, pseud. „Jabłoński”, „Jabłonowski”, „Powała”, „Jatelnicki” (ur. 28 października 1877 w Markowicach w pow. zasławskim, zm. 29 września 1949 w Warszawie) – inżynier, pułkownik artylerii Armii Imperium Rosyjskiego, generał brygady Wojska Polskiego, szef sztabu Komendy Głównej Organizacji Wojskowej Związek Jaszczurczy, komendant główny Narodowych Sił Zbrojnych, kawaler Orderu Virtuti Militari.

## Życiorys
Był synem Józefa Szczepana Konstantego Jastrzębskiego i Marii z d. Bohdanowicz. W wieku 14 lat rozpoczął naukę w Korpusie Kadetów w Moskwie. W 1896 został przyjęty do Konstantynowskiej Szkoły Artylerii w Petersburgu. Po ukończeniu Szkoły skierowano go do pełnienia służby w 5 Brygadzie Artylerii. W 1905 podjął studia w petersburskiej Michajłowskiej Akademii Artylerii, które ukończył w 1908 z oceną bardzo dobrą. W 1913 uczestniczył w 7-miesięcznym kursie w Wyższej Oficerskiej Szkole Artylerii w Carskim Siole.
W styczniu 1914 objął dowodzenie baterią w 7 Brygadzie Artylerii, z którą pół roku później wyruszył na wojnę. Do sierpnia 1916 walczył na froncie austro-węgiersko-niemieckim, dowodząc 2 baterią w 7 Brygadzie Artylerii. Jesienią 1916 został dowódcą dywizjonu artylerii ciężkiej w Carskim Siole, przy którym formowano pododdziały artylerii ciężkiej, a następnie inspektorem artylerii Petersburskiego Okręgu Wojskowego. Od początku 1917 dowodził brygadą artylerii ciężkiej. W tymże roku, przebywając w Carskim Siole, zorganizował Związek Wojskowych Polaków.
17 października 1917 powierzono mu funkcję dowódcy 2 Brygady Artylerii w I Korpusie Polskim gen. Józefa Dowbora-Muśnickiego, którą pełnił do 15 marca 1918. Następnie został mianowany naczelnikiem Szkoły Podchorążych Artylerii im. Tadeusza Kościuszki w Bobrujsku. Jednakże z powodu demobilizacji korpusu nie doszło do jej otwarcia, mimo zakończenia prac przygotowawczych.
16 stycznia 1919 wstąpił w szeregi odrodzonego Wojska Polskiego, w którym został dowódcą, a następnie inspektorem artylerii w Dowództwie Okręgu Generalnego „Łódź”. W styczniu 1920 powierzono mu dowodzenie 10 Brygadą Artylerii, na czele której walczył z bolszewikami, a następnie – dowództwo artylerii 7 Armii. 29 maja 1920 został zatwierdzony z dniem 1 kwietnia 1920 w stopniu pułkownika, w artylerii, w grupie oficerów byłych Korpusów Wschodnich i byłej armii rosyjskiej. W grudniu 1920 został komendantem Centrum Wyszkolenia Artylerii w Poznaniu.
W 1921, po ukończeniu kursu wyższych dowódców artylerii, objął stanowisko szefa Artylerii i Służby Uzbrojenia Okręgu Korpusu Nr IV w Łodzi, które pełnił do kwietnia 1922. 28 marca 1922 został mianowany dowódcą 18 Dywizji Piechoty w Łomży. Marszałek Józef Piłsudski, opiniując w 1922 generalicję polską, tak wyraził się o gen. Jastrzębskim: „Jeden z dobrych artylerzystów w naszej armii. (...) Prawdopodobnie jeden z lepszych kandydatów na DOK”. W marcu 1923 objął funkcję zastępcy dowódcy Okręgu Korpusu Nr IX w Brześciu nad Bugiem. Nowe stanowisko objął prawdopodobnie w lipcu, o czym może świadczyć fakt wyznaczenia jego następcy na stanowisku dowódcy 18 DP z dn. 1 lipca 1923. Od 1 grudnia 1924 do 20 sierpnia 1925 był słuchaczem II kursu w Centrum Wyższych Studiów Wojskowych w Warszawie. Z dniem 15 kwietnia 1925 został mianowany I zastępcą generalnego inspektora artylerii z pozostawieniem na odkomenderowaniu, na kursie w CWSW. 24 listopada 1926 Prezydent RP mianował go szefem Departamentu Uzbrojenia Ministerstwa Spraw Wojskowych w Warszawie. Z dniem 1 kwietnia 1927 został mu udzielony dwumiesięczny urlop, a z dniem 31 maja tego roku został przeniesiony w stan spoczynku z powodu poparcia strony rządowej podczas przewrotu majowego oraz antysanacyjnych poglądów.
W czasie okupacji niemieckiej związał się z konspiracją obozu narodowego. Początkowo objął funkcję I zastępcy komendanta głównego – szefa sztabu w KG Organizacji Wojskowej Związek Jaszczurczy. Po powstaniu Narodowych Sił Zbrojnych we wrześniu 1942 wszedł w skład – wraz z gen. bryg. w stanie spoczynku Mieczysławem Poniatowskim, pseud. „Kruk”, „Krukowski”, i gen. bryg. w stanie spoczynku Józefem Plisowskim, pseud. „Znicz” – Komisji Weryfikacyjnej NSZ (zwanej też komisją trzech generałów). 24 lipca 1944 Rada Polityczna NSZ powołała go na stanowisko komendanta głównego NSZ, które sprawował do wybuchu powstania warszawskiego. Okres walk powstańczych przetrwał w mieście.
Po wojnie, będąc na emeryturze, pracował w Urzędzie Patentowym RP, a także wykładał na Wydziale Chemicznym Politechniki Warszawskiej. Zmarł 29 września 1949 w Warszawie i został pochowany na Cmentarzu Wojskowym na Powązkach (kwatera A18-8-1).

### Rodzina
Tadeusz Jastrzębskiod 1906 był żonaty z Zofią Kosacką. Miał dwie córki: Irenę i Marię.

## Awanse
- Podporucznik – sierpień 1899
- Porucznik – sierpień 1901
- Sztabskapitan – sierpień 1905
- Kapitan – maj 1908
- Podpułkownik – styczeń 1914
- Pułkownik – wrzesień 1914
- Generał brygady – maj 1922

## Ordery i odznaczenia
- Krzyż Srebrny Orderu Wojskowego Virtuti Militari nr 2794[3] – 28 lutego 1921[12]
- Krzyż Walecznych (1921)[13]
- Kawaler Legii Honorowej (Francja)
- Order Świętej Anny II i III klasy (Imperium Rosyjskie)
- Order Świętego Stanisława II i III klasy (Imperium Rosyjskie)
- Order Świętego Włodzimierza IV klasy (Imperium Rosyjskie)